# Natural orifice transluminal endoscopic surgery

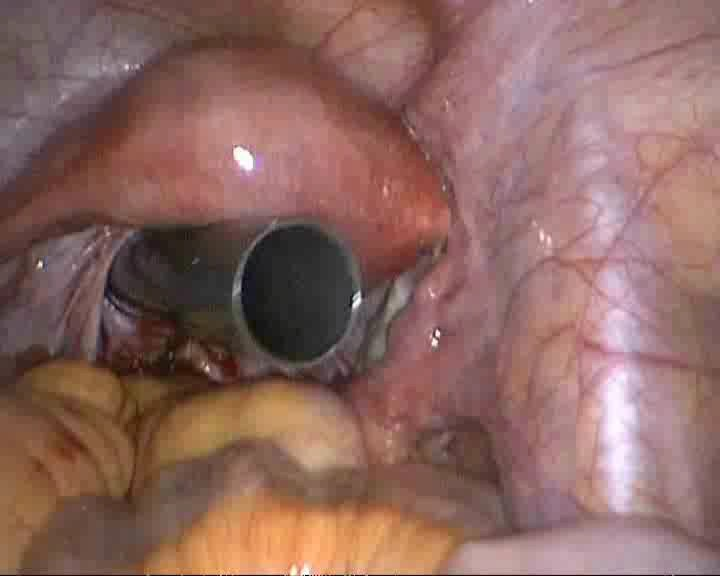
Zavedený trokar metodou NOTES řezem v poševní klenbě. Děloha je viditelná nad trokarem.

Natural orifice transluminal endoscopic surgery (NOTES) je chirurgická metoda využívající k operačním zákrokům v dutině břišní endoskop zavedený přirozenými tělními otvory jako ústa, řitní otvor či pochva do břišních otvorů, následným řezem jejich stěnou dochází k průniku k dalším orgánům dutiny břišní s možností provedení operačního zákroku. Operatér tak vůbec neporuší kůži a nevznikají viditelné pooperační jizvy, je však samozřejmě nutné na závěr operace uzavřít otvor v dutém orgánů (žaludku, tlustém střevě, pochvě, močovém měchýři).
Obdobou těchto výkonů jen bez použití endoskopu (vzhledem ke krátké vzdálenosti jsou nástroje zaváděny pod optickou kontrolou) jsou operace prováděné již řadu let gynekology, jako sterilizace či odstranění dělohy přes pochvu. 
V posledních deseti letech byly několikrat popsány výkony provedené na břišních orgánech, nejprve u zvířat, posléze (zejména od roku 2007) stále častěji i u lidí. Popsány byly transgastrická appendektomie (odstranění slepého střeva přes žaludek), transgastrická cholecystektomie (odstranění žlučníku přes žaludek), transvaginální cholecystektomie (odstranění žlučníku přes pochvu) v roce 2007. A, transvaginální vynětí dárcovské ledviny v roce 2008
Potenciální výhodou oproti klasické operaci jsou menší požadavky na anestezii, rychlejší hojení, potenciálně menší riziko infekcí, nepřítomnost jizev a omezení vzniku kýly v jizvě. Nevýhodou je především nedostatek zkušeností s metodou, dosud nevyřešené technické problémy, potřeba speciálních nástrojů. Techniky jsou zatím na úrovni experimentální chirurgie. V polovině roku 2012 obsahoval německý registr NOTES kolem 2500 záznamů .
K vývoji metod NOTES byly vytvořeny pracovní skupiny - v Americe Natural Orifice Surgery Consortium for Assessment and Research (NOSCAR), v Evropě skupina Natural Orifice Surgery (NOS).
V České republice začalo jako první pracoviště výkon této hybridní laparoskopické metody u cholecystektomie provádět v červnu 2008 chirurgické oddělení Nemocnice s poliklinikou Mělník.